# Crioconservazione del seme
La crioconservazione dello sperma (chiamata comunemente congelamento dello sperma) è una procedura per preservare gli spermatozoi. Lo sperma può essere utilizzato con successo dopo la crioconservazione a tempo indefinito. Per gli embrioni umani, la conservazione riuscita più lunga riportata è di 24 anni. Lo sperma può essere utilizzato per la donazione quando il ricevente desidera il trattamento in un momento o luogo diverso, o come mezzo per preservare la fertilità di uomini sottoposti a vasectomia o a trattamenti che possono comprometterne la fertilità, come la chemioterapia, la radioterapia o la chirurgia.

## Congelamento
Il crioprotettore più comune utilizzato per lo sperma è il glicerolo (10% in terreno di coltura). Spesso alla soluzione di glicerolo vengono aggiunti saccarosio o altri di-, trisaccaridi. I terreni crioprotettivi possono essere integrati con tuorlo d'uovo o lecitina di soia, senza che i due abbiano differenze statisticamente significative l'uno rispetto all'altro per quanto riguarda la motilità, la morfologia, la capacità di legarsi allo ialuronato in vitro, o integrità del DNA dopo lo scongelamento.
Ulteriori crioprotettori possono essere utilizzati per aumentare la vitalità dello sperma e i tassi di fertilità dopo il congelamento. Il trattamento dello sperma con proteine leganti l'eparina prima della crioconservazione ha mostrato una diminuzione della criogenia e della generazione di ROS. L'aggiunta del fattore di crescita nervoso come crioprotettore riduce i tassi di morte degli spermatozoi e aumenta la motilità dopo lo scongelamento. Anche l'incorporazione del colesterolo nelle membrane degli spermatozoi con l'uso di ciclodestrine prima del congelamento aumenta la vitalità dello sperma.
Lo sperma viene congelato utilizzando un metodo di raffreddamento lento a velocità controllata (congelamento programmabile lento o SPF) o un nuovo processo di congelamento rapido noto come vitrificazione. La vetrificazione fornisce una motilità post-scongelamento e una crioconsistenza superiori rispetto al congelamento lento programmabile.

## Scongelamento
Scongelamento a 40 °C sembra portare a una motilità ottimale degli spermatozoi. D'altra parte, l'esatta temperatura di scongelamento sembra avere solamente un effetto minore sulla vitalità dello sperma, sullo stato acrosomiale, sul contenuto di ATP e sul DNA. Come per il congelamento, sono state sviluppate varie tecniche per il processo di scongelamento, entrambe discusse da Di Santo et al.

## Ricongelamento
In termini di livello di frammentazione del DNA spermatico possono essere eseguiti fino a tre cicli di congelamento e scongelamento senza causare un livello di rischio significativamente superiore rispetto a un singolo ciclo di congelamento e scongelamento. Questo a condizione del ricongelamento dei campioni nel crioprotettore originale senza il lavaggio dello sperma o altre alterazioni intermedie, e purché siano separati mediante centrifugazione in gradiente di densità o swim-up prima dell'uso nella tecnologia di riproduzione assistita.

## Effetto sulla qualità
Alcune prove suggeriscono un aumento delle rotture del singolo filamento, condensazione e frammentazione del DNA nello sperma dopo la crioconservazione. Ciò può potenzialmente aumentare il rischio di mutazioni nel DNA della prole. Gli antiossidanti e l'uso di regimi di raffreddamento ben controllati potrebbero potenzialmente migliorare i risultati.
Negli studi di follow-up a lungo termine, non è stata trovata alcuna prova di un aumento nei difetti alla nascita o di anomalie cromosomiche nelle persone concepite da sperma crioconservato rispetto alla popolazione generale.